# Taurus – Der Gigant von Thessalien
Taurus – Der Gigant von Thessalien (Originaltitel: Taur, re della forza bruta) ist ein mythologischer Abenteuerfilm, den Alberto Leonviola 1962 in Italien inszenierte. Der mit dem Wrestler Joe Robinson in der Hauptrolle besetzte Film kam am 25. Oktober 1963 erstmals in deutsche Kinos. Alternativtitel ist Taurus – Zorn der Götter.

## Handlung
2000 v. Chr.: Das Reich Shrupuk wird von den Rixos-Kriegern überfallen, die den König töten, die Bewohner in Verliesen als Sklaven halten und die beiden Töchter des Königs, Jia und Tuja, entführen. Der starke Taurus, ein einfacher Schafhirte, der den Schwiegersohn des Königs, Syros, kennt, eilt diesem zu Hilfe und bekämpft die Rixos. Diese können ihn zunächst festsetzen; er soll der Rixoskönigin Akiba zum Mann gegeben werden.
Taurus gelingt es, dank seiner Kräfte, trotz der Maßnahmen des listigen Beraters der Rixos, El Kab, aus der Gefangenschaft zu entfliehen und befreit Jia und Tuja. Als er, mit Unterstützung einiger Rebellen, den Soldaten des Reiches den Garaus macht und Akiba vom Thron stürzt, bricht ein Vulkan aus und lässt das Rixosreich samt deren Bösewichte zur Geschichte werden. Syros stellt sich als eigentlicher Anwärter auf den Thron des Volkes der Rixos heraus.

## Kritik
Die Kritiken waren meist negativ bis vernichtend: „Die Phantasielosigkeit der Drehbuchschreiber […] feiert mal wieder Triumphe“, schreiben Ronald M. Hahn, Volker Jansen und Norbert Stresau, das Lexikon des internationalen Films beschreibt den Film als „"Sandalenfilm" aus dem italienischen Filmstudio "Cinecittà", der einmal mehr ein unlogisches und lächerliches Abenteuer mit pseudohistorischem Hintergrund bietet.“; R. Tabes ärgert sich: „Im Film gibt es zahlreiche Folterszenen, die uns an die jüngere Vergangenheit erinnern. Welchen Unterschied macht es für den normalen Besucher, ob die in dunkler Erinnerung oder im antiken Slaventum stattfinden?“

## Bemerkungen
Die Außenaufnahmen fanden in Jugoslawien statt; Regisseur Leonviola (der selbst die Rolle des bösen Beraters spielt) drehte „Taurus“ back-to-back (gleichzeitig) mit seinem Le gladiatrici.